# Pseudochirops archeri
Il coda ad anello verde (Pseudochirops archeri Collett, 1884) è un marsupiale arboricolo della famiglia degli Pseudocheiridi.

## Descrizione
Il coda ad anello verde ha una lunghezza totale di 285–377 mm e un peso di 670-1350 g. La caratteristica colorazione verde-lime è dovuta alle bande nere, gialle e bianche dei suoi peli. Il corpo è paffuto e ricoperto da una fitta e soffice pelliccia con due strisce argentate che corrono medialmente lungo il dorso. Sono presenti macchie bianche al di sotto dei grandi occhi e delle piccole orecchie. Possiede la caratteristica coda prensile robusta tipica degli Pseudocheiridi, ma rispetto a quella dei suoi simili è relativamente breve e molto spessa alla base. Come i suoi simili, la tiene arrotolata quando non la usa come sostegno.
I piedi degli Pseudocheiridi sono sindattili. Nelle zampe anteriori, il primo e il secondo dito sono opponibili rispetto al terzo, al quarto e al quinto, mentre nelle zampe posteriori è opponibile il solo alluce.
La dentatura del coda ad anello verde è simile a quella dei koala (Phascolarctos cinereus): infatti i suoi molari hanno affilati margini a forma di mezzaluna utilizzati per strappare le foglie.

## Biologia

### Alimentazione

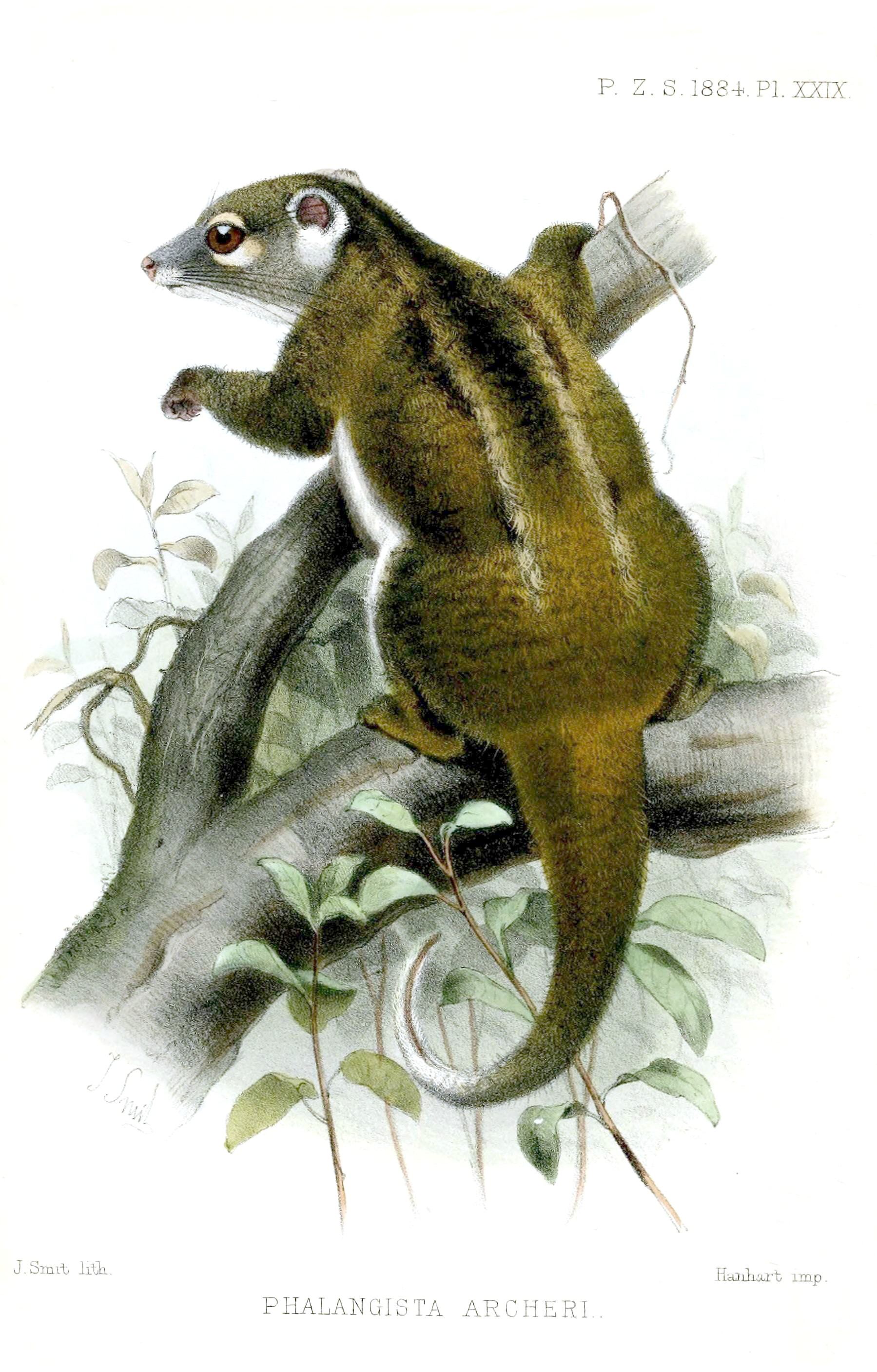

Il coda ad anello verde si differenzia da altri membri della sua famiglia per il fatto di avere una dieta prevalentemente folivora. Di solito preferisce le foglie mature, che contengono molte fibre e poche proteine, e in particolare adora quelle degli alberi di fico. Molti dei vegetali che predilige crescono ai margini della foresta. Normalmente un esemplare recide con un morso la foglia dal suo picciolo e la tiene tra le zampe anteriori durante l'ingestione. Sebbene si nutra principalmente di foglie, talvolta è stato visto mangiare anche fichi maturi.
Il coda ad anello verde è una delle poche specie che si è adattata a nutrirsi delle foglie di Dendrocnide moroides. Le foglie di quest'albero, appartenente alla stessa famiglia dell'ortica, sono ricoperte da peli spinosi. Gli esseri umani che vengono a contatto con queste foglie possono avere bisogno di un trattamento medico, ma in qualche modo il coda ad anello riesce a ingerirle.
Questa specie ha un piccolo cieco e un grande colon, caratteristica tipica dei folivori.
Come un suo parente, il coda ad anello comune (Pseudocheirus peregrinus), il coda ad anello verde pratica la coprofagia, in quanto ingerisce le proprie feci in modo da digerire una seconda volta il materiale per estrarre più sostanze nutrienti.

### Comportamento
Diversamente da altri Falangeriformi, che costruiscono nidi per riposare, il coda ad anello verde trascorre il giorno dormendo all'aperto, alla biforcazione di un albero. Quando si prepara per dormire, si siede sulla spessa coda e poi si richiude a palla, con il muso e le zampe anteriori tenuti ripiegati sul ventre. Nel frattempo, si sorregge ai rami con le zampe posteriori opponibili. Se non viene disturbato, rimane in questa posizione fino a quando non scende la notte. Se viene spaventato, il marsupiale è in grado di fuggire via rapidamente e di trascorrere il resto della giornata ad alimentarsi.

### Riproduzione
La maggior parte degli accoppiamenti avviene durante la seconda metà dell'anno, con picchi tra giugno e luglio. Dal momento che questa specie è rigorosamente solitaria, si ritiene che pratichi la poligamia. Nonostante le femmine posseggano due capezzoli all'interno del loro marsupio, generalmente danno alla luce un unico piccolo.
Come tutti gli altri marsupiali, questo coda ad anello dà alla luce dei piccoli ad uno stadio molto arretrato di sviluppo. Dopo la nascita, il piccolo si sposta verso il marsupio della madre, che si apre anteriormente sul lato ventrale. Il piccolo vi rimane per alcuni mesi. Quando è più maturo, si arrampica all'esterno della tasca e si posiziona sul dorso della madre. Rispetto ai loro simili, i piccoli di questa specie trascorrono più tempo a farsi trasportare sul dorso dalla madre. Durante questo periodo, il piccolo rimane strettamente avvinghiato alla pelliccia materna e osserva il suo comportamento. Durante il successivo stadio di sviluppo, inizia a spostarsi da solo, ma seguirà ancora la madre per diverse settimane, accompagnandola in cerca di cibo attraverso gli alberi.

## Distribuzione e habitat
Al giorno d'oggi il coda ad anello verde occupa un areale discontinuo che si estende attraverso il Queensland nord-orientale. Si incontra da Paluma fino al Tavolato del monte Windsor, situato appena a ovest di Mossman. Si incontra ad altitudini superiori ai 300 m.
Il coda ad anello verde ha evoluto uno stile di vita prevalentemente arboricolo. Predilige le aree ricche di alberi e rampicanti della foresta pluviale tropicale australiana. Scende al suolo solo molto raramente, ed è stato visto sul terreno soltanto quando tra due alberi vi è una distanza troppo grande da essere superata con un balzo. Anche in questi casi l'animale rimane al suolo giusto il tempo per raggiungere l'albero successivo. In condizioni normali, quest'animale ai alimenta ad un'altezza media di 13,5 m.